# جاناتان جوئل رودریگز
جاناتان جوئل رودریگز (انگلیسی: Jonathan Joel Rodríguez؛ زادهٔ ۳۰ مارس ۱۹۹۴) بازیکن فوتبال اهل آرژانتین است.
از باشگاه‌هایی که در آن بازی کرده‌است می‌توان به باشگاه فوتبال ولز سارسفیلد و باشگاه فوتبال آرژانتینوس جونیورز اشاره کرد.